# Sékou Dramé
Sékou Dramé (Taouyah, 23 de dezembro de 1973) é um ex-futebolista profissional guineense que atuava como defensor.

## Carreira
Sékou Dramé representou o elenco da Seleção Guineense de Futebol no Campeonato Africano das Nações de 2004.

## Ligaçães externas
- Sékou Dramé em National-Football-Teams.com